# Reichsexekutionsordnung
Die Reichsexekutionsordnung von 1555 war der letzte Versuch, im Heiligen Römischen Reich das Landfriedensgebot des Ewigen Landfriedens institutionell zu verankern und durchzusetzen. Die Reichsexekutionsordnung war Teil des Augsburger Reichs- und Religionsfriedens und wurde auf dem Reichstag zu Augsburg 1555 beschlossen. Sie sollte durch die Reichskreise in Kreisexekutionsordnungen umgesetzt werden, aber nur der Schwäbische Reichskreis beschloss 1563 eine solche.

## Geschichte
Anlass für die Verabschiedung war der in Franken von 1552 bis 1554 tobende Zweite Markgrafenkrieg des Kulmbacher Markgrafen Albrecht Alcibiades von Brandenburg-Kulmbach. Albrecht erpresste Geld und sogar Gebiete von verschiedenen fränkischen Reichsgebieten. Kaiser Karl V. verurteilte dies jedoch nicht, sondern nahm Albrecht sogar in seine Dienste und legitimierte damit den Bruch des Ewigen Landfriedens. Da sich die betroffenen Territorien weigerten den vom Kaiser bestätigten Raub ihrer Gebiete hinzunehmen, verwüstete Albrecht deren Gebiete. Im nördlichen Reich formierten sich derweilen Truppen unter Moritz von Sachsen, um Albrecht zu bekämpfen. Ein Reichsfürst und später König Ferdinand und nicht der Kaiser hatte militärische Gegenmaßnahmen gegen den Friedensbrecher eingeleitet. Am 9. Juli 1553 kam es daraufhin zur blutigsten Schlacht der Reformationszeit im Reich, der Schlacht bei Sievershausen, bei der Moritz, Kurfürst von Sachsen, starb.
Bis zu diesem Krieg hätte jeder selbstverständlich den Kaiser in der Rolle des Friedenswahrers gesehen. Denn dies war eine der wichtigsten Aufgaben des Reichsoberhauptes. Aber Kaiser Karl V. war nicht eingeschritten, sondern ein Reichsfürst hatte auf eigene Faust gehandelt und den Frieden wiederhergestellt. Diese Führungsschwäche des Kaisers sollte durch die Exekutionsordnung nicht behoben, sondern als Dauerzustand fortgesetzt werden, indem dem Kaiser die Zuständigkeit für den Landfrieden entzogen wurde. Das war die Lehre aus dem Zweiten Markgrafenkrieg.

## Inhalt
Die Reichsexekutionsordnung beinhaltete somit die verfassungsmäßige Schwächung der kaiserlichen Gewalt, die Verankerung des reichsständischen Prinzips und die volle Föderalisierung des Reiches durch Bildung von Reichskreisen, die von nun an als Mittelinstanzen zwischen den Territorien und dem Reich standen. Es gab zehn dieser Kreise: Bayern, Schwaben, Oberrhein, Franken, Westfalen, Niedersachsen, Obersachsen, Österreich, Burgund und Kurrhein. Im Format der Reichskreise waren die lokalen Reichsstände neben ihren bisherigen Aufgaben nun auch zuständig für die Sicherung des Landfriedens und für die Vollstreckung der Urteile des Reichskammergerichtes. Verantwortlich zeichneten sie weiterhin für die Benennung der Richter des Reichskammergerichts und mit dem Münzwesen und dem Straßenbau erhielten sie weitere wichtige bisher kaiserliche Aufgaben übertragen. Der König hatte neben seiner Kompetenz als oberster Richter des Reiches auch Exekutivgewalt weitestgehend eingebüßt. Beteiligt war er nur noch, wenn es der Einberufung eines Reichstages bedurfte, um das Landfriedensproblem zu bewältigen. Die Exekutive des Reiches war faktisch „kaiserfrei“ geworden und prinzipiell nur durch die Reichsstände getragen.
Vorgesehen war eine Stufenfolge von immer stärkeren Reaktionen auf eventuelle eskalierende Landfriedensbrüche. Zunächst sollte die Obrigkeit der jeweiligen Territorien die Friedensstörungen ahnden. Sollte dies nicht gelingen oder war sie damit überfordert, sollte der Reichskreis des Territoriums zur Friedenssicherung einschreiten bzw. Reichskammergerichtsurteile vollstrecken. Gegebenenfalls waren Truppen des Kreises unter Leitung des Kreisobristen einzusetzen. Weiterhin konnte der Kreis bis zu vier Nachbarkreise um Mithilfe bitten, das Kommando verblieb aber beim Obristen des betroffenen Kreises.
In besonders schwerwiegenden Fällen sollte der Reichserzkanzler einen Reichsdeputationstag einberufen, auf dem über noch stärkere Maßnahmen beraten werden sollte und eventuell alle zehn Reichskreise mobilisiert werden konnten. Zu diesem Deputationstag konnte der Kaiser Abgesandte entsenden.